# Tezcatlipōca
Tezcatlipōca (nom compost de les paraules en nàhuatl «Tezcatl» i «Pōctli», que signifiquen respectivament espill i fum; el nom significa «Espill Ardent» o «Espill Fumejant»
) és un déu asteca del nord, que es relaciona amb l'amor, la riquesa, entre d'altres. D'acord amb els asteques, tenia el poder de decidir el destí de cada persona (o gairebé) i podia veure tot el que estava passant en el món a través d'un espill d'obsidiana. Era el fill gran d'Ometecuhtli i Omecihuatl; els seus germans menors eren Huitzilopochtli, Quetzalcóatl i Xipe-Totec.

## Atributs

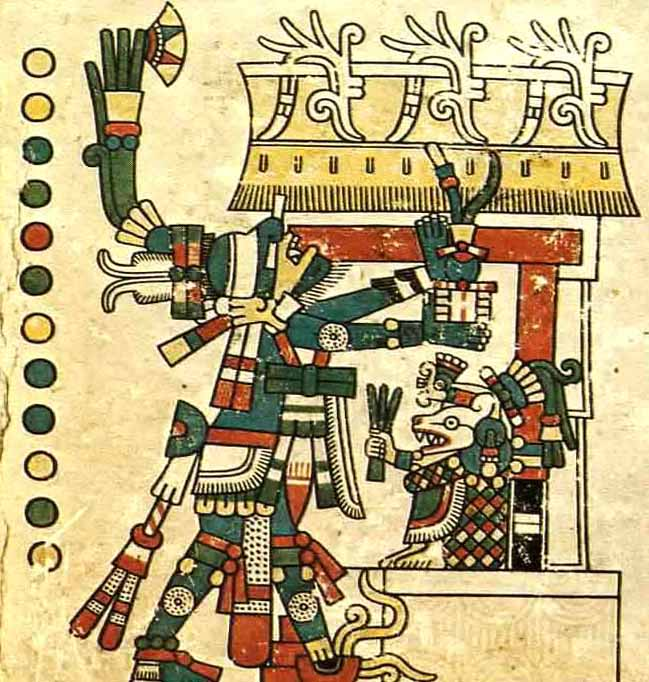
Tezcatlipoca Azur (àlies Huitzilopochtli) amb els ulls embenats

Entre els seus sobrenoms, hi ha “Yaotl” (que significa “Enemic”), “Tloque-Nāhuaque” (que significa “Senyor del prop i lluny”), “Ome-Acatl” (que significa “Dues Canelles”) i “Yōālli Ehēcatl” (que significa “Vent a la nit”).

## Llegenda
Quetzalcóatl i Tezcatlipōca eren germans. Rivalitzaven en la contínua dominació del món. S'alternaven com a reis del món, però sempre causaven cataclismes i la destrucció de pobles i constants problemes entre tots dos.
Finalment, Tezcatlipōca va demanar a Quetzalcóatl: «Unim les nostres forces, junts podem crear el Sol i la Terra!». Quetzalcóatl hi va estar d'acord. Un cop dit això, Tezcatlipōca i Quetzalcóatl es van reunir en un oceà on vivia el monstre malvat Cipactli. Cipactli, en veure'ls arribar, es va espantar i va trencar-li una cama a Tezcatlipōca. Amb ràbia, Tezcatlipōca va dividir en dos Cipactli: amb el cap de Cipactli es va crear la terra, amb la cua el cel.
Molt més tard, Nanahuatl es va sacrificar perquè pogués pujar al Sol. El sol, així, va néixer, però no es podia moure al cel. Per moure el sol al cel, els déus van haver de ser sacrificats. Així també, va ser sacrificat Tezcatlipoca, només pel seu company d'aventures i rival, Quetzalcoatl.

## Galeria d'art

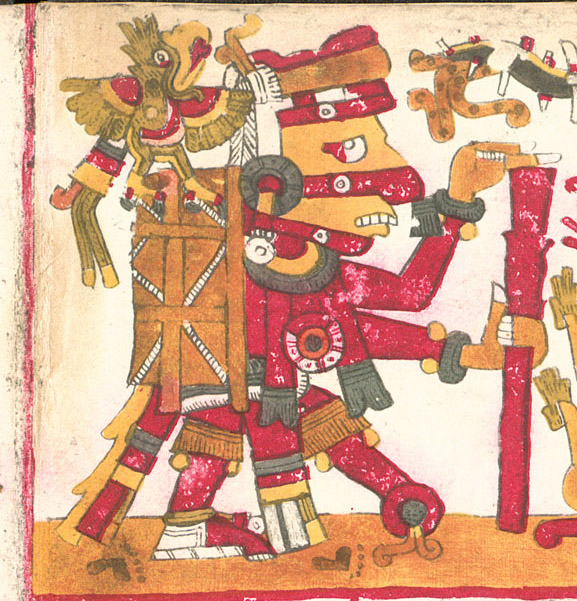
Tezcatlipōca roig
Reproducció d'un dibuix del Códice Borgia
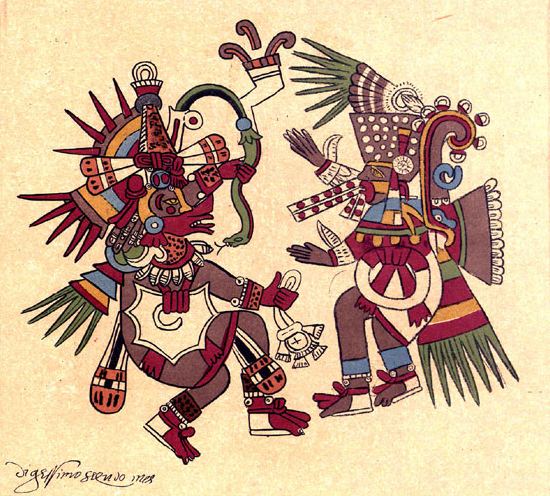
Tezcatlipōca amb el seu germà
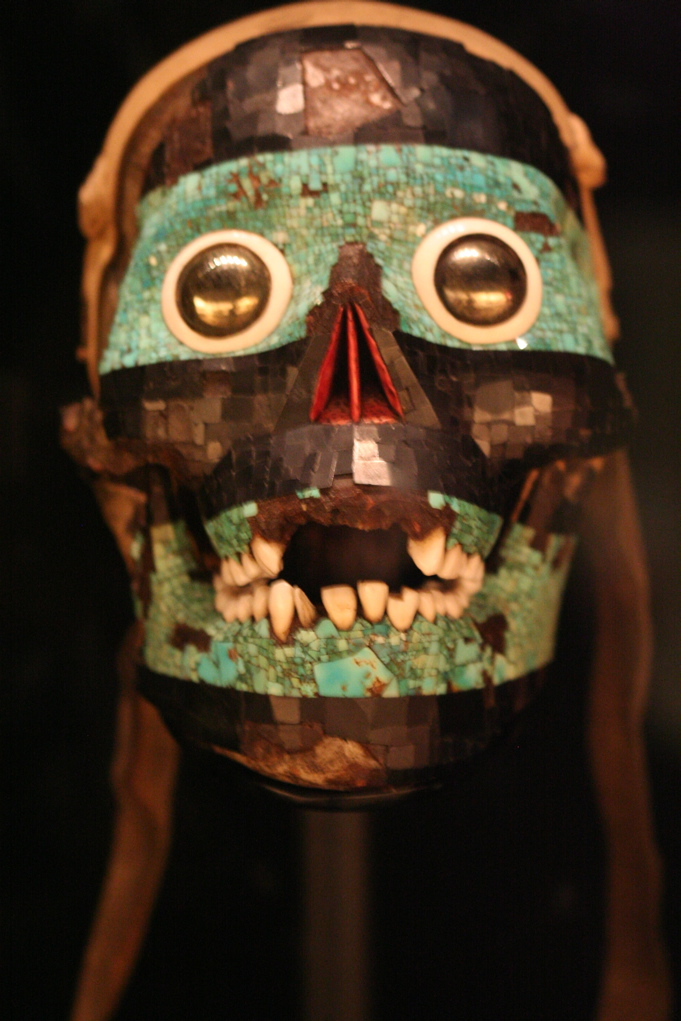
Emmascarar